# 이승원의 월드시사W
《이승원의 월드시사W》는 OBS경인TV에서 매주 토요일 오후 7시 55분에 방송되었던 주간 국제 시사 프로그램이다.

## 프로그램 소개
데일리 월드 뉴스를 만들어 온 OBS가 신설된 주간 국제 시사 프로그램

## MC
- 이승원 시사 평론가